# Rancasanggal
Rancasanggal is een bestuurslaag in het regentschap Serang van de provincie Banten, Indonesië. Rancasanggal telt 3198 inwoners (volkstelling 2010).